# Domanda di grazia
Domanda di grazia (Obsession) è un film del 1954 diretto da Jean Delannoy.
Il film, di produzione italo-francese, è basato sul racconto Silent as the Grave scritto da Cornell Woolrich con lo pseudonimo William Irish.